# Sedan (ô tô)
Sedan (/sɪˈdæn/), hay saloon, là một loại ô tô chở khách mà thân xe đại thể chia làm 3 khoang: khoang động cơ, khoang hành khách và khoang hành lý.

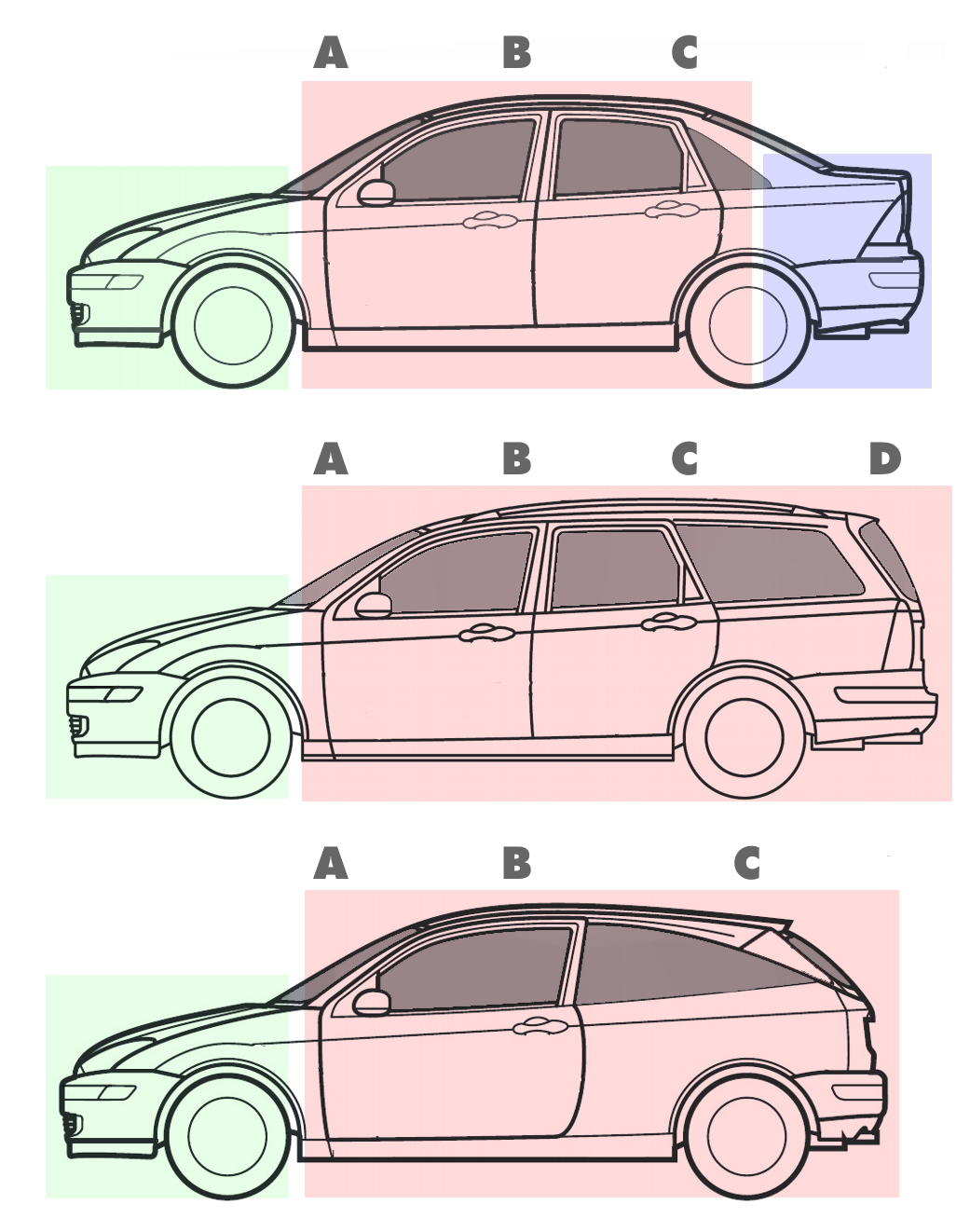
Xe sedan (trên cùng) so sánh với xe station wagon (giữa) và hatchback (dưới).

Từ "sedan" được ghi nhận sử dụng lần đầu để gọi một loại thân xe hơi vào năm 1912. Tên gọi này bắt nguồn từ "ghế sedan" (sedan chair), một loại kiệu được phát triển vào thế kỷ XVII, một chiếc thùng kín dành cho một người ngồi có cửa sổ và có người khiêng.
Ở Anh, người ta gọi loại xe này là xe saloon, Đức gọi là xe Limousine (trong khi tiếng Pháp, limousine là xe sang trọng cỡ lớn). Các biến thể của phong cách thân xe sedan bao gồm: close-coupled sedan, club sedan, convertible sedan, fastback sedan, hardtop sedan, notchback sedan, và sedanet/sedanette.

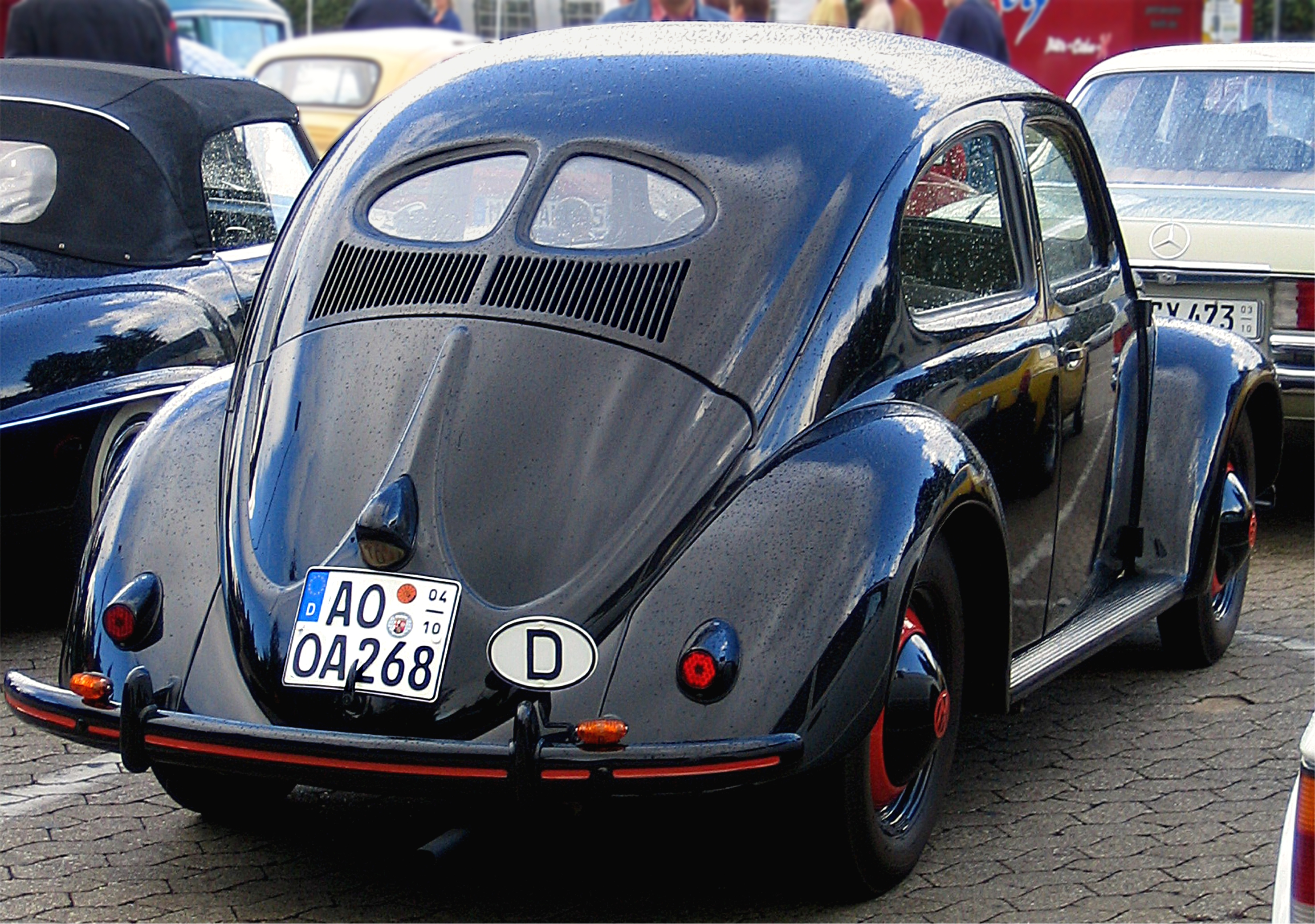
Volkswagen Beetle, đời năm 1950, fastback sedan

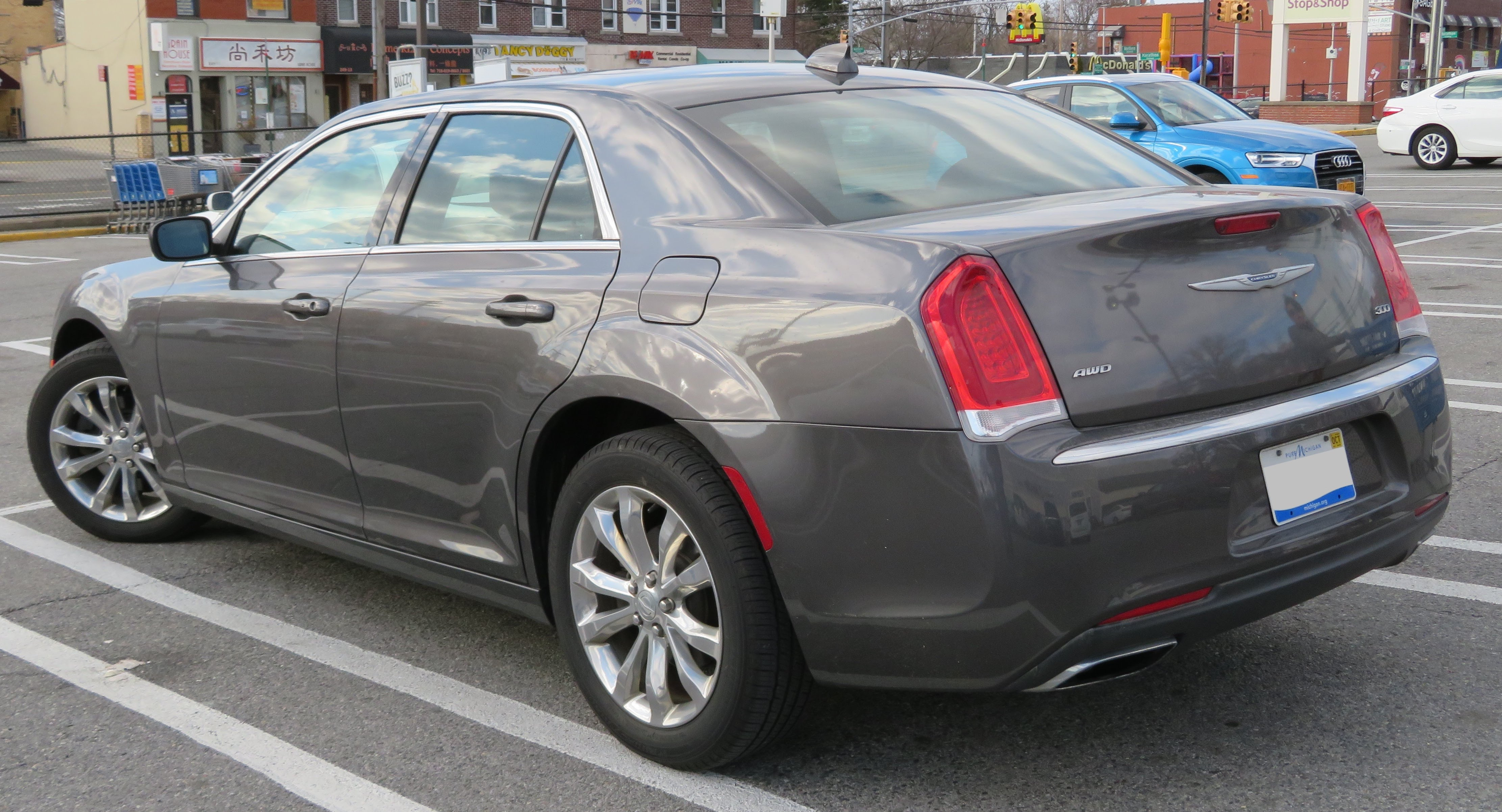
Chrysler 300C, notchback sedan, đời 2005

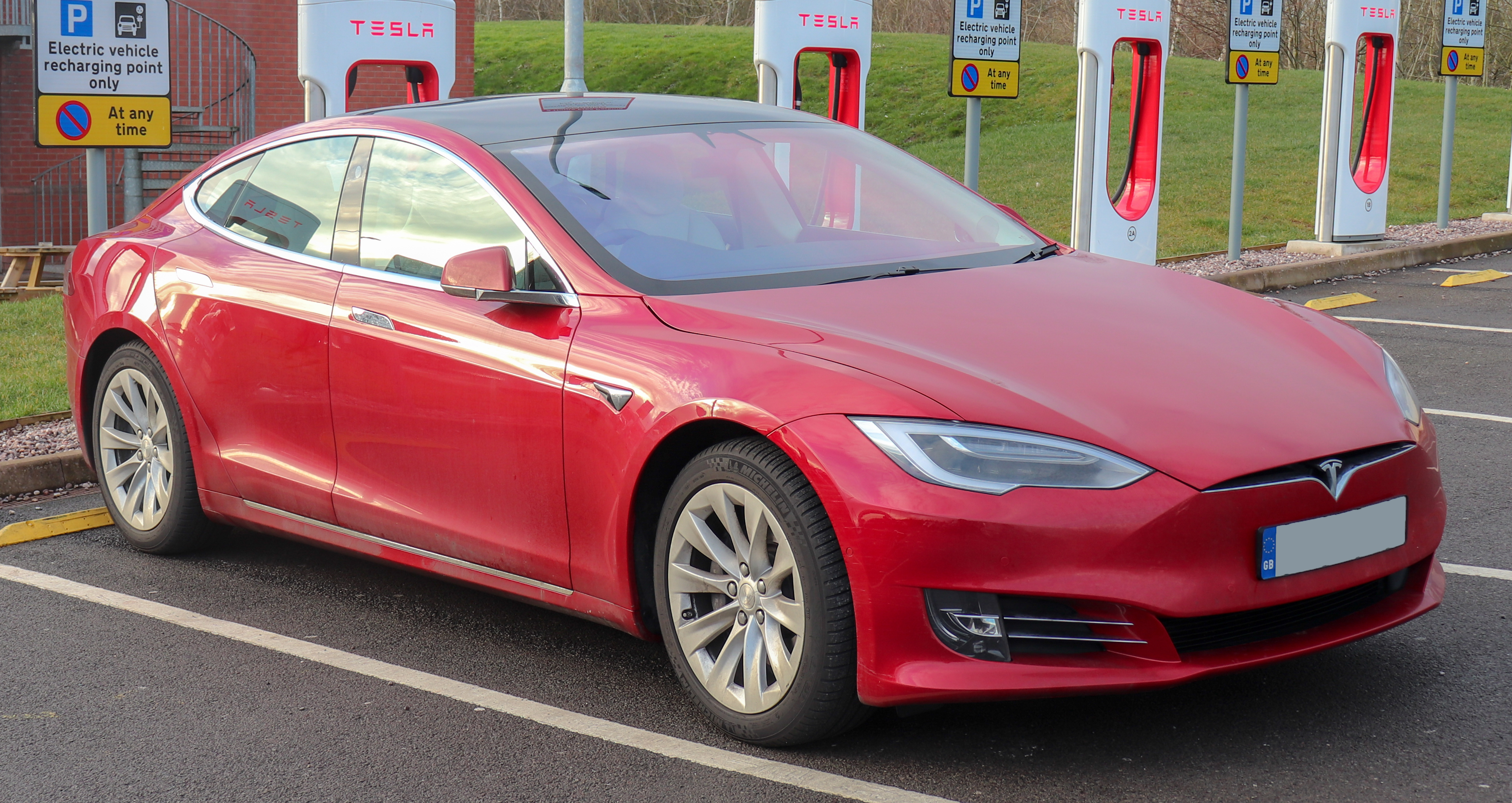
Tesla Model S 75D, đời năm 2018, liftback sedan

Khoang hành khách thường gồm 2 dãy ghế. Khoang động cơ thường ở phía trước. Còn khoang hành lý thường ở phía sau. Cũng có một số xe sedan mà khoang động cơ lại ở phía sau như Renault Dauphine, Tatra T613, Volkswagen Type 3 và Chevrolet Corvair.
Sedan là loại thân xe khách phổ biến nhất.

## Phân biệt Sedan và Hatchback
Sự khác nhau cơ bản thường được mọi người căn cứ để phân biệt giữa dòng xe hatchback so với sedan chính là yếu tố diện tích và sự tiện dụng của khoang chứa đồ.
Các mẫu xe hơi thuộc dòng sedan sẽ có cốp và cửa kính ở phía thân sau. Mui của cốp xe thường thấp hơn cửa kính phía sau của xe. Khoang để đồ chính dòng sedan chính là cốp xe của nó. Về yếu tố an toàn thì dòng sedan vượt trội hơn hatchback vì cốp xe được bảo mật tốt hơn khỏi trộm cắp.
Các mẫu xe hơi thuộc dòng hatchback cũng có chỗ để đồ và cửa kinh ở phía thân sau. Với đuôi xe được thiết kế lớn hơn phần đầu và không có cốp xe. Cửa đuôi sau của xe có thể mở ra được khiến người sử dụng có thể dễ dàng sắp xếp đồ đạc. Các mẫu xe hơi hatchback còn có thể gập hàng ghế ngồi phía sau lại nên diện tích chỗ để đồ càng trở lên rộng rãi hơn bao giờ hết. Điều này làm nên sự vượt trội của dòng hatchback so với sedan.
Ví dụ, mẫu xe Ford Fiesta phiên bản sedan có diện tích cốp xe là 12,8 cubic ft. Trong khi đó thì phiên bản hatchback của nó có diện tích khoang chứa đồ là 15,4 cubic ft. Khi gập ghế hành khách phía sau thì diện tích khoang chứa đồ của xe Fiesta hatchback lên tới 41,4 cubic ft.
Rất nhiều các mẫu xe sedan phổ biến hiện nay đều có nguồn gốc từ các xe hatchback trước đó. Tại nhiều bảng xếp hạng uy tín thì Ford Fiesta và Ford Focus là những mẫu xe hatchback và sedan tốt nhất về diện tích khoang chứa đồ, khả năng tiết kiệm nhiên liệu và không gian thoải mái mang lại cho hành khách.